# Werner Seppmann
Werner Seppmann (* 17. August 1950 im Ruhrgebiet; † 12. Mai 2021 in Gelsenkirchen) war ein deutscher Sachbuchautor  in den Bereichen Soziologe und Sozialphilosophie.

## Leben
Werner Seppmann erlernte den Beruf Bäcker. Nachdem er den Zweiten Bildungsweg absolviert hatte, studierte er Sozialwissenschaften und Philosophie in Bochum und wurde dort zum Dr. rer. soc promoviert. Bis 2009 war Seppmann Mitglied der DKP und bis zu diesem Zeitpunkt Mitherausgeber und Autor der Marxistischen Blätter. Er war Autor der Tageszeitung junge Welt. Seppmann war Vorstandsmitglied und zeitweiliger Vorsitzender des Vereins Marx-Engels-Stiftung. Themen von Seppmanns Arbeit waren unter anderem die Marxismus-Forschung, Sozialstrukturanalyse und Ideologiekritik. Außerdem beschäftigte er sich mit Sozialphilosophie und Kultursoziologie.

## Werk
Im Zentrum der sozialwissenschaftlichen Arbeiten von Werner Seppmann steht die Beschäftigung mit den ideologischen und kulturellen Reproduktionsformen spätkapitalistischer Gesellschaften: wie festigen sich bestehende (und ökonomisch fundierte) Machtverhältnisse? In diesem Zusammenhang spielt die Frage eine forschungsleitende Rolle, warum die offensichtlichen Widersprüche der Sozialentwicklung sich nicht in widerständigen Einstellungsmustern manifestieren, sondern die Betroffenen krisenhafter Umwälzungen sich scheinbar bereitwillig einem vermeintlichen „Schicksal“ fügen. Diese Bereitschaft zur Selbstunterwerfung hat Seppmann in seiner Untersuchung „Ausgrenzung und Herrschaft. Prekarisierung als Klassenfrage“ (2013) als Ausdruck eines neuen Herrschaftsmodus thematisiert, der Anpassung und Unterwerfung durch Verunsicherung erzwingt. Mit diesem Band werden die klassenanalytischen Studien fortgesetzt, wie Seppmann sie unter anderem in dem Bande „Die verleugnete Klasse. Zur Arbeiterklasse heute“ (2011) vorgelegt hat.

### Kritik des Objektivismus
Seine methodischen Grundprinzipien hat Seppmann in den beiden Monografien Subjekt und System (2011) und Das Elend der Philosophie in Auseinandersetzung mit traditionellen, jedoch auch den aktualisierten Formen eines dogmatischen Marxismus (wie er von der Denkschule Louis Althussers vertreten wird) entwickelt. In Zentrum der Studie Elend der Philosophie steht die Auseinandersetzung mit Althusser und dessen „strukturmarxistischer“ Sichtweise. Gleichzeitig repräsentiert dieser Band einen Rekonstruktionsversuch der Kernorientierungen des Marxschen Denkens: Dem Historischen Materialismus, der Methode einer konkreten Dialektik, den humanistischen Orientierungshorizont und entfremdungstheoretisch fundierten Analysekompetenz.

### Kapitalismus als Systemzusammenhang
In der Tradition eines kritischen Marxismus-Verständnisses setzt sich Seppmann auf der Grundlage methodenkritischer Reflexionen mit der Frage auseinander, in welchen Spannungsverhältnis theoretische Verallgemeinerungen und sozialwissenschaftliche Detailanalyse stehen müssen, damit gegebene Erkenntnismöglichkeiten ausgeschöpft werden können. Seppmann unterstreicht, dass kritisches Denken in der Traditionslinie von Marx philosophisch fundiert sein, sich jedoch immer empirisch „rückversichern“ muss („Marxismus und Philosophie“): Historisch-materialistische Wissenschaft muss „logisch“ und „historisch“ gleichermaßen orientiert sein.
Eine prominente Rolle spielt in Seppmanns Untersuchungen die Frage, weshalb die von den herrschenden Praxisformen geprägten Denkmuster, die ein verzerrtes Sozialverständnis transportieren und in der Regel auch der Interessenlage einer Bevölkerungsmehrheit widersprechen, dennoch großen Zuspruch finden. („Kritik des gesellschaftlichen Bewußtseins“). 
Bei der Beschäftigung mit den ideologischen Vermittlungsprozessen (die auf der Subjektebene zunehmend den Charakter von Unterwerfungs- und Selbstinstrumetalisierungsvorgängen haben) werden sozialpsychologische Analyseinstrumentarien aktiviert, wobei es jedoch nicht darum geht, soziale Prozesse zu psychologisieren, sondern den Anteil des Psychischen bei den gesellschaftlichen Reproduktionsvorgängen, also der Festigung bestehender Machtstrukturen, herauszuarbeiten. Betont wird von Seppmann, dass ein Verständnis der Verhaltensweisen der Gesellschaftssubjekte die Analyse psychischer Strukturen, individueller Triebkräfte, Motivationen, Bedürfnisse, Sorgen und Ängste zur Voraussetzung hat. Aufgrund ihres wirklichkeitswissenschaftlichen Charakters hält Seppmann die Marxsche Theorie prinzipiell prädestiniert neue Entwicklungen und Erkenntnismethoden zu erfassen und integrieren zu können.

### Dialektik der Entzivilisierung
Im Rahmen seiner sozial-, kultur- und ideologitheoretisch fundierten Gesamtanalyse des Gegenwartskapitalismus hat Seppmann Detailstudien vorgelegt, die sich an dem Arbeitsprogramm orientieren, welches er in dem Buch Risiko-Kapitalismus skizziert hat. Einen besonderen Platz nehmen dabei die Untersuchungen über zivilisatorischen Regressionsprozesse ein („Dialektik der Entzivilisierung. Krise, Irrationalismus und Gewalt“), von denen die zunehmenden Amokhaltungen nur die Spitze krisenhafter Entwicklungen sind, die tief in den Alltag hineinwirken und subjektbeschädigende Auswirkungen haben.
Anders als von Norbert Elias beschrieben, ist für Seppmann der Zivilisationsprozess immer wieder von Rückschlägen bedroht. Vor allem dann, wenn notwendige Veränderungen behindert werden oder Sozialisationsinstanzen beschädigt werden, von denen psychische Selbststabilisierungseffekte sichergestellt werden. So „individuell“ verbreitete Aggressivität und Gewalt, die oft mit selbstdestruktiven Tendenzen einhergehen, auch sind, so resultieren sie letztlich aus konkurrenzgesellschaftlichen Lebensverhältnissen, die permanentes Verunsicherungerlebnis produzieren und das Gefühl eine existenziellen Obdachlosigkeit vermitteln, deren Wirkungen so nachdrücklich sind, weil zukunftsweisende Ideen keinen sozio-kulturellen Entfaltungsraum mehr haben. Die Individuen fühlen sich laut Seppmann durch den verbreiteten Zukunftspessimismus an eine entfremdete Gegenwärtigkeit gefesselt.

### Postmoderne Wissenschaftszerstörung
Diagnostiziert werden von Seppmann sozio-kulturelle Rückbildungsvorgänge, die auch darin ihren Ausdruck finden, dass der gegenwärtige Kapitalismus Subjekte mit fragmentarisierter Identitätsstruktur und einer asozialen Selbstbezüglichkeit „produziert“, weil er „flexible“, anpassungsfähige und bedenkenlose Subjekte zu seinem Fortbestand benötigt: (Selbst)-Entfremdung ist deshalb für Seppmann zur Voraussetzung sozio-ökonomischer Funktionalität geworden, denn soziale Existenzsicherung erfordert zunehmend eine instrumentalisierte Haltung gegenüber Anderen, jedoch auch ein zwanghaftes Verhältnis zu sich selbst.
Eine fundamentale perspektivische Unsicherheit und konstitutive Unkalkulierbarkeit der Sozialverhältnisse stimuliert laut Seppmann auch intellektuelle Anpassungs- und Desorientierungsprozesse, durch die besonders intensiv ein sogenanntes „Postmodernes Denkens“ charakterisiert ist („Das Ende der Gesellschaftskritik“?), von dem ein normativer Relativismus (eine Entscheidung zwischen gut und böse sei hinfällig geworden) postuliert und jegliche Bewertung von richtig und falsch in Frage gestellt wird. Das gesellschaftliche Leben habe keine Perspektive und keinen Orientierungspunkt mehr, es sei „kontingent“ und ohne Sinn. Durchaus wahrgenommene sozio-kulturelle Widersprüche werden vom Postmodernen Denken mit einem Gestus zynischer „Gelassenheit“ als „alternativlos“ stilisiert. Sozio-kulturelle Regressionstendenzen werden nach Seppmanns Überlegungen mit narzisstischer Selbstgefälligkeit zum Ausdruck einer geläuterten „Modernität“ stilisiert.
Da einem Zukünftigen keine positive Bedeutung mehr zuerkannt wird, solle nach Seppmanns Postulat alle Konzentration auf den Augenblick gerichtet und als Entfaltungsraum einer konsequenten Selbstbezüglichkeit begriffen werden. Dies müsse nach postmodernistischem Verständnis in dem Bewusstsein geschehen, dass niemand mehr sicher davon ausgehen könne, mit den Anderen in der gleichen Welt (verstanden als sozio-kulturellen Lebensraum) zu existieren. Egozentrik gelte deshalb als unhintergehbarer Orientierungspunkt in Zeiten eines angeblichen „Endes der Utopien“.

### Krise ohne Widerstand?
Im Kontext seiner konkreten Gesellschaftsanalysen nimmt bei Seppmann die Beschäftigung mit den Prozessen subjektiver Krisenverarbeitung einen zentralen Platz ein, die in der Regel zu Verunsicherung, Anpassung, Unterwerfung und Praxisabstinenz führen (Krise ohne Widerstand?). Politik, die Gesellschaft verändern will, müsse sich mit solchen Hemmfaktoren auseinandersetzen, die eine nachdrückliche Vertretung eigener Interessen erschweren. Überhaupt bedarf nach Seppmanns Auffassung jede politische Bewegung, die sich den Interessen einer Mehrheit verpflichtet fühlt, die Erarbeitung eines reflektierten Wissens über den Charakter des gegenwärtigen Kapitalismus und seiner Entwicklungstendenzen. Eine Gesamtanalyse der Praxisbedingungen progressiver Politik (mit ausführlicher Analyse der Neuen Sozialen Bewegungen, vor allem auch der Partei Die Linke) enthält der 2013 erschienene Band Kapitalismuskritik und Sozialismuskonzeption. In welcher Gesellschaft leben wir?
Einen gegenwartsanalytischen Bezug hat Seppmanns aktuelle Rechtsradikalismus-Studie Es geht ein Gespenst um in Europa. Rechte Mobilisierung zwischen Populismus und Neofaschismus (2018), die durch eine Untersuchung über den Schlaf der Vernunft. Der Rechtsextremismus und das Versagen der Intelligenz ergänzt werden soll.

### Kritik des Computers
Im Mittelpunkt der 2017 erschienenen umfänglichen Studie zur „Kritik des Computer. Der Kapitalismus und die Digitalisierung“ (2017) steht die Frage, welche (problematischen) Konsequenzen die aktuellen Informatisierungsprozesse auf das Fühlen, Denken und Handeln der Menschen haben und durch welche mikroelektronisch geprägten Mechanismen und Vermittlungsprozesse sich der Kapitalismus jene Subjekte schafft, die er in seiner hochtechnologischen Entwicklungsphase benötigt. Seppmann hinterfragt, welchen Realitätsgehalt die verbreiteten (ebenso positiven wie katastrophischen) Vorstellungen über den Computer und einer vermeintlichen „Wissensgesellschaft“ besitzen: Intensiviert die digitale Vermittlungstechnik tatsächlich die kommunikativen Beziehungen? Ist das Internet ein Wissensautomat? Aber auch: Werden uns „die Roboter beherrschen“ und der Computereinsatz auskömmliche Beschäftigungsmöglichkeiten vernichten?
In vorbereitenden Studien für das Computerbuch, welches sich mit dem Gesamtkomplex „Digitalisierung und Gesellschaft“ beschäftigt, hat Seppmann eine Studie über die Auswirkungen der Informatisierung auf die Alltagsverhältnisse vorgelegt: „Herrschaftsmaschine oder Emanzipationsautomat? Über Gesellschaft und Computer“ (2016).

### Konkrete Klassenanalyse
2017 ist der erste Band einer auf sechs Bände angelegten Auswahlausgabe der klassenanalytischen Studien von Werner Seppmann erschienen: „Kapital und Arbeit: Klassenanalysen I“. Angekündigt ist eine weitere umfängliche klassenanalytische Untersuchung: „Die fragmentarisierte Klasse. Strukturveränderungen der Arbeiterklasse“.
Die Beschäftigung Seppmanns mit seinen theoretischen Referenzpositionen (neben Hegel, Marx und Engels, vor allem Georg Lukács, Leo Kofler, Herbert Marcuse und später auch Thomas Metscher) ist im Wesentlichen nicht philologisch motiviert; sie beschränkt sich also nicht auf eine „Rekonstruktion“ dieser „Ansätze“, sondern die Aufmerksamkeit konzentriert sich auf deren methodischen und gegenwartsanalytischen „Gebrauchswert“.

## Schriften
- Marxismus und Anthropologie. Festschrift für Leo Kofler, (Hg. zusammen mit Ernst Bloch und Dietrich Garstka), Germinal Verlag, Bochum 1980, ISBN 978-3-88663-102-5.
- Struktur und Subjekt 1991.
- Subjekt und System. Zur Kritik des Strukturmarxismus. Zu Klampen Verlag 1993, ISBN 978-3-9242-4527-6.
- Dialektik der Entzivilisierung. Krise, Irrationalismus und Gewalt. Papyrossa Verlag 1995.
- Das Ende der Gesellschaftskritik? PapyRossa Verlag 2000.
- „Gescheiterte Moderne“? Das „Postmoderne Denken“ als Krisenideologie. In: Hermann Kopp und ders. (Hrsg.): Gescheiterte Moderne? Zur Ideologiekritik des Postmodernismus. Neue-Impulse Verlag, Essen 2002.[21]
- Die Aktualität der Kapitalismuskritik. Neue Impulse Verlag, 2002.
- Ausgrenzung und Ausbeutung. Neue Impulse Verlag, 2004.
- Projekt Klassenanalyse@BRD, Zweifel am Proletariat – Wiederkehr der Proletarität. Beiträge zur Klassenanalyse Bd. I, Hg. zusammen mit Ekkehard Lieberam, Neue Impulse Verlag, Essen 2006, ISBN 978-3-9100-8062-1.
- Projekt Klassenanalyse@BRD, Umbau der Klassengesellschaft. Beiträge zur Klassenanalyse Bd. II, Hg. zusammen mit Ekkehard Lieberam, Neue Impulse Verlag, Essen 2006, ISBN 978-3-9100-8062-1.
- Projekt Klassenanalyse@BRD, Sozialcrash. Von der DDR-Gesellschaft zur kapitalistischen Klassengesellschaft. Beiträge zur Klassenanalyse Bd. III, Hg. zusammen mit Ekkehard Lieberam, Neue Impulse Verlag, Essen 2007, ISBN 978-3-910080-64-5.
- Projekt Klassenanalyse@BRD, Mehr Profit – mehr Armut. Prekarisierung und Klassenwiderspruch. Beiträge zur Klassenanalyse Bd. IV, Hg. zusammen mit Ekkehard Lieberam, Neue Impulse Verlag, Essen 2007, ISBN 978-3-9100-8066-9.
- Konturen eines zukunftsfähigen Marxismus. PapyRossa Verlag, Köln 2008, ISBN 978-3-8943-8392-3.
- Befreiter Eros? Über Kapitalismus und Sexualität. in: Heike Friauf (Hrsg.): Eros und Politik. Wider die Entfremdung des Menschen. Mit Bildern und Graphiken von Thomas J. Richter, Pahl-Rugenstein, Bonn 2008, ISBN 978-3-89144-408-5.
- Krise ohne Widerstand? Kulturmaschinen, Berlin 2010. ISBN 978-3-940274-22-9.
- Die verleugnete Klasse – Arbeiterklasse heute. Kulturmaschinen, Berlin 2011. ISBN 978-3-940274-29-8.
- Risiko-Kapitalismus – Krisenprozesse, Widerspruchserfahrungen und Widerstandsperspektiven. PapyRossa Verlag, 2011, ISBN 978-3-89438-454-8
- Subjekt und System – Der lange Schatten des Objektivismus. Laika-Verlag, Hamburg 2011, ISBN 978-3-9422-8195-9.
- Marxismus und Philosophie: Über Leo Kofler und Hans Heinz Holz. Kulturmaschinen, 2012.
- Dialektik der Entzivilisierung. Laika Verlag, Hamburg 2012.
- Ausgrenzung und Herrschaft. Prekarisierung als Klassenfrage. Laika Verlag, Hamburg 2013.
- Ästhetik der Unterwerfung. Das Beispiel Documenta[22] Laika Verlag, Hamburg 2013.
- Kapitalismuskritik und Sozialismuskonzeption. In welcher Gesellschaft leben wir? Kulturmaschinen, Berlin 2013.
- Neoliberalismus, Prekarisierung und Zivilisationsverlust. Der lange Schatten von Hartz-IV. pad-Verlag, Bergkamen 2015.
- Herrschaftsmaschine oder Emanzipationsautomat? Über Gesellschaft und Computer. pad-Verlag, Bergkamen 2016.
- Zusammen Erich Hahn und Thomas Metscher: Kritik des gesellschaftlichen Bewusstseins. Über Marxismus und Ideologie. Laika Verlag, Hamburg 2016.
- Zusammen mit Peter Rath-Sangkhakorn: Aufstand der Massen? Rechtspopulistische Mobilisierung und linke Gegenstrategien. pad-Verlag, Bergkamen 2017.
- Kritik des Computers. Der Kapitalismus und die Digitalisierung des Sozialen. Mangroven Verlag, Kassel 2017, ISBN 978-3-946946-02-1.
- Kapital und Arbeit: Klassenanalysen I. Mangroven Verlag, Kassel 2017, ISBN 978-3-9469-4600-7.
- Ein Gespenst geht um in Europa. Rechte Mobilisierung zwischen Populismus und Neofaschismus. Linke Alternativen, Kassel 2018, ISBN 978-3-9469-4606-9.
- Das Elend der Philosophie. Über Louis Althusser. Mangroven Verlag, Kassel 2020, ISBN 978-3-9469-4601-4.
- Der Schlaf der Vernunft. Mangroven Verlag, Kassel 2025, ISBN 978-3-946946-23-6.